# Darren Gardiner

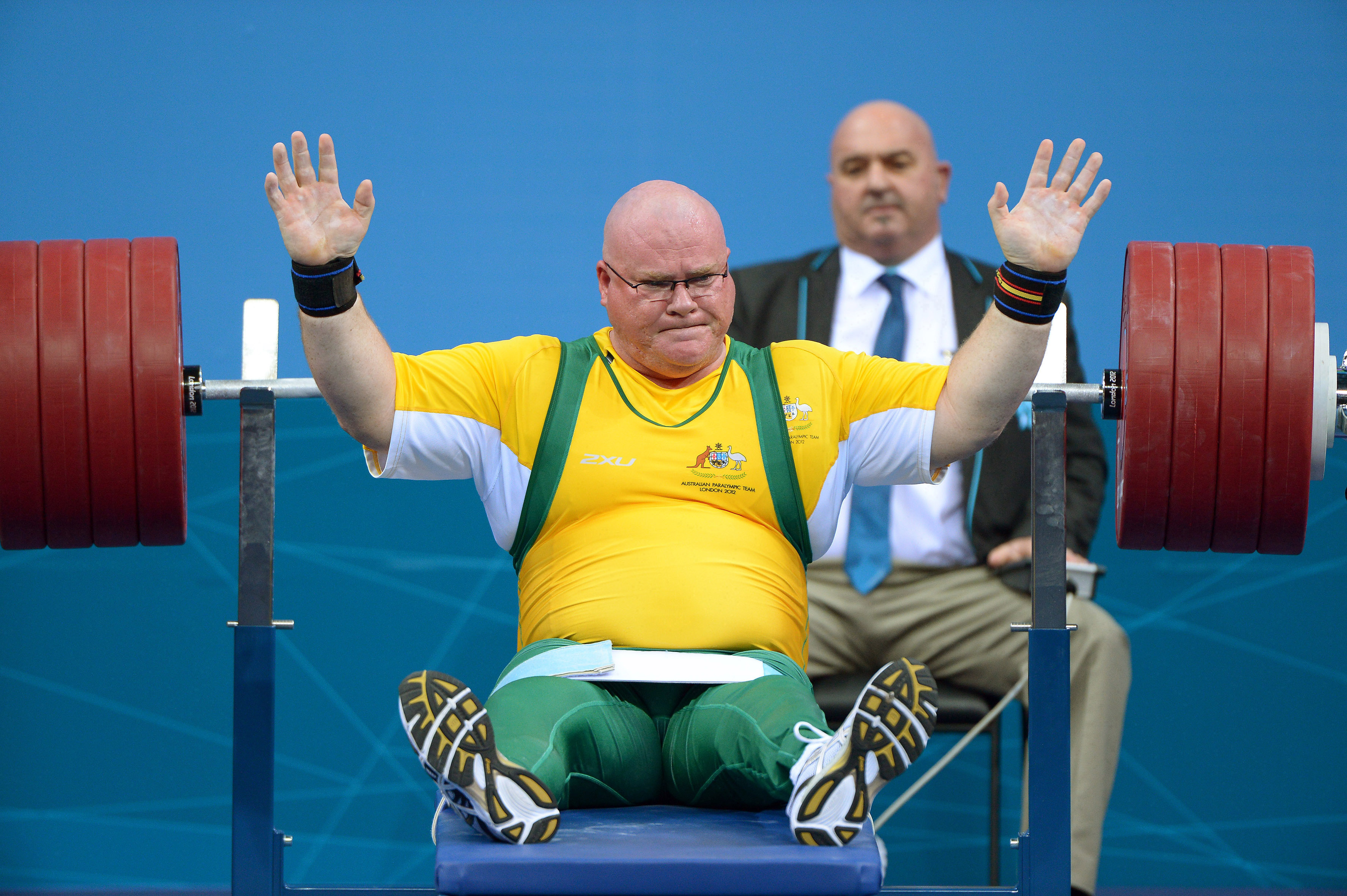
Gardiner durante a Paralimpíada de Londres, em 2012.

Darren Gardiner (nascido em 19 de novembro de 1969) é um halterofilista paralímpico australiano. Começou a praticar halterofilismo em 1995 e representou a Austrália pela primeira vez três anos depois, em 1998. Obteve duas medalhas de prata na competição masculina mais de 100 quilos no halterofilismo dos Jogos Paralímpicos, em Atenas, em 2004 e em Pequim, em 2008. Disputou a Paralimpíada de Londres, em 2012, onde perdeu a medalha de bronze por apenas um quilo.